# ویلافرانا پادووانا
ویلافرانا پادووانا (به ایتالیایی: Villafranca Padovana) یک کومونه در ایتالیا است که در استان پادووا واقع شده‌است. ویلافرانا پادووانا ۲۳٫۸ کیلومتر مربع مساحت و ۸٬۵۲۲ نفر جمعیت دارد.